# Locked Out of Heaven
"Locked Out of Heaven" é uma canção do cantor e compositor estadunidense Bruno Mars, gravada para seu segundo álbum de estúdio, intitulado Unorthodox Jukebox, e lançada como 1º single do mesmo. Foi composta e produzida por Mars, Philip Lawrence e Ari Levine (Que juntos formam o trio The Smeezingtons), com auxílio de produção de Jeff Bhasker, Emile Haynie e Mark Ronson. O anúncio de seu lançamento foi feito através de um webchat realizado por Mars no dia 1º de outubro de 2012, e horas mais tarde foi liberada para download digital pago em toda a América e em alguns países de outros continentes. Musicalmente, é uma canção derivada da música new wave com influências do funk, pop rock e reggae. Possui como temática lírica o amor de Mars por uma mulher que o faz sentir-se como "se tivesse ficado do lado de fora do paraíso durante muito tempo".
Sua recepção por parte da crítica foi positiva, com muitos dos críticos notando a clara inspiração de Mars nos trabalhos da banda The Police e do cantor Michael Jackson na composição da faixa. "Locked Out of Heaven" atingiu o topo das paradas musicais dos Estados Unidos, Canadá e Brasil, e entrou no top 10 das paradas de países como o Reino Unido, Alemanha, França, Austrália, Itália, entre outros. Nos Estados Unidos, tornou-se sua quarta canção a liderar a Billboard Hot 100, o que fez com que Mars quebrasse o recorde de maior número de canções número-um no menor período de tempo para um artista masculino detido há 48 anos pelo cantor estadunidense Bobby Vinton.
O videoclipe da canção foi liberado no dia 15 de outubro de 2012, tendo sido dirigido por Mars e Cameron Duddy. O vídeo foi filmado em um estilo vintage e foi bem recebido pela crítica no geral. Mars performou a canção diversas vezes desde seu lançamento, em locais como o Saturday Night Live, Victoria's Secret Fashion Show, a edição britânica do The X-Factor e o Jingle Bell Ball. Uma versão remix da faixa foi disponibilizada na versão deluxe de Unorthodox Jukebox, tendo sido produzida por Major Lazer.

## Detalhes

### Produção

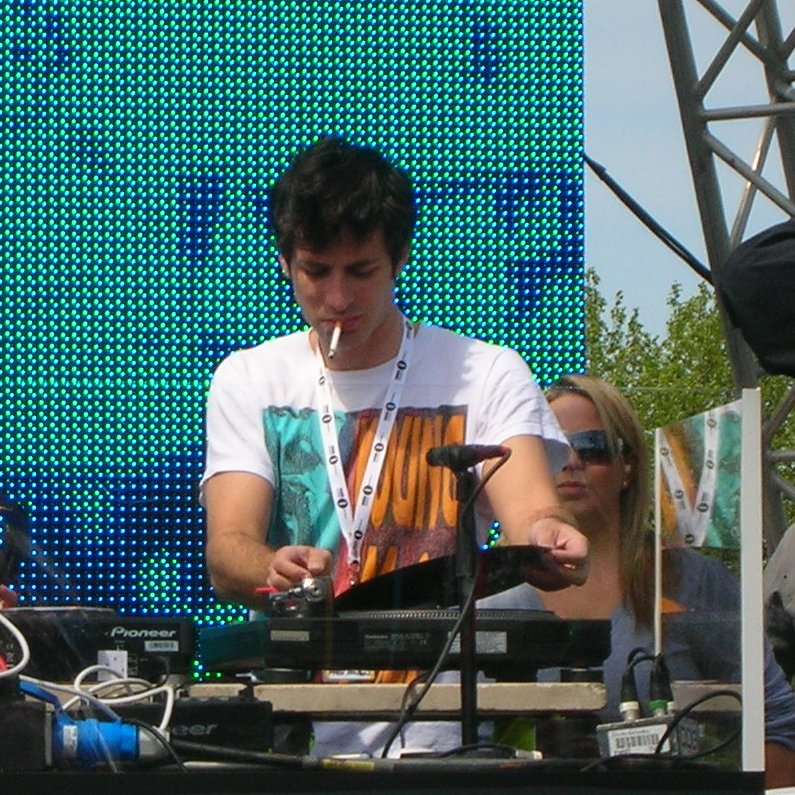
Mark Ronson (foto) foi um dos principais colaboradores na produção de "Locked Out of Heaven".

Mars trabalhou na produção da faixa em conjunto com Philip Lawrence, Ari Levine, Jeff Bhasker (responsável pela produção do hit "We Are Young", da banda Fun.), Emile Haynie (responsável pela produção de "Born to Die", de Lana Del Rey)  e Mark Ronson (que trabalhou com a cantora Amy Winehouse no álbum Back to Black). Ao falar sobre o trabalho para a edição norte-americana da revista Rolling Stone, Ronson disse o seguinte:
"Eu estava em minha viagem de lua de mel para Zanzibar quando recebi uma ligação que dizia: 'Você gostaria de conhecer o Bruno Mars?' Eu estava pouco familiarizado com sua música. Mas então nós nos encontramos em Londres e a primeira coisa que ele me disse foi: 'Eu quero que essa parceria soe exatamente o oposto do que uma parceria entre Mark Ronson e Bruno Mars deveria soar'. Aquilo simplesmente me conquistou - e naquele momento eu percebi o quão talentoso ele é. Essa é a música mais progressiva na qual eu já trabalhei. Ela está prestes a desentupir as artérias e mudar a sonoridade da música."
Ao trabalhar em "Locked Out of Heaven", o produtor utilizou as influências de seu trabalho em parceria com a banda Sharon Jones & The Dap-Kings para produzir um som "sincopado e puro". Sobre o trabalho de Ronson na faixa, Mars declarou: "É difícil criar sons com uma instrumentação ao vivo que causem impacto nas baladas, e Mark Ronson conseguiu fazer isso aqui. Desde Back to Black eu quis entrar em sua cabeça e descobrir como ele consegue fazer isso".
Já o produtor Jeff Bhasker, que também colaborou para a produção da faixa, declarou que "boa parte do disco (Unorthodox Jukebox) foi gravado ao vivo, mas que ainda assim soa como um hit para as rádios". Ele ainda afirmou que isso evidencia Mars "mostrando novas dimensões como um produtor e compositor".

### Anúncio e lançamento
Em 4 de setembro de 2012, uma fã de Mars perguntou ao cantor através do microblog Twitter se ele não teria nenhuma novidade que pudesse ser revelada acerca de seu novo álbum. Mars respondeu à fã com a seguinte mensagem: "Vocês ouvirão algo em outubro. Eu prometo.", dando a entender que uma faixa do disco seria divulgada no mês seguinte. No dia 22 do mesmo mês, o radialista Mikey Piff escreveu em seu Twitter que o 1º single do segundo álbum de Mars se chamaria "Locked Out of Heaven" e que ele seria enviado para as rádios no dia 1º de outubro. Logo em seguida, a mensagem escrita por Piff foi deletada de sua conta.
Cinco dias depois, o próprio Bruno Mars confirmou as informações dadas pelo radialista através de seu Twitter. No dia 1º de outubro de 2012, o artista realizou um webchat (transmitido através de sua conta oficial no YouTube) no qual apresentou a canção e lançou-a nas rádios e para download digital oficialmente.

## Composição

### Estilo musical e letras
"Locked Out of Heaven" possui 3 minutos e 53 segundos de duração, tendo sido composta com um andamento rápido. Nela, os vocais de Mars variam entre as notas A4 e C6, e a melodia deriva do fá maior. Foi escrita por Mars, Philip Lawrence e Ari Levine, que juntos formam o trio The Smeezingtons, e produzida pelos mesmos em parceria com Jeff Bhasker, Emile Haynie e Mark Ronson. Possui derivações dos gêneros funk e new wave. Possui inspirações claras nos trabalhos das bandas The Police e The Romantics, e ainda no trabalho do cantor pop Michael Jackson. A canção foi inspirada nas faixas "Message in a Bottle", "Roxanne", "Can't Stand Losing You", "Talking in Your Sleep" e "Beat It", todas do The Police, do The Romantics e de Jackson. Sua letra fala sobre um homem que "nunca teve fé no amor ou em milagres", mas que se apaixonou por uma garota cujo sexo leva-o ao "paraíso", e que sente que mergulhar no mundo dessa mulher é "algo espiritual" e que antes de conhecê-la, estava "trancado do lado de fora do paraíso".

## Performance comercial

### América do Norte

#### Estados Unidos

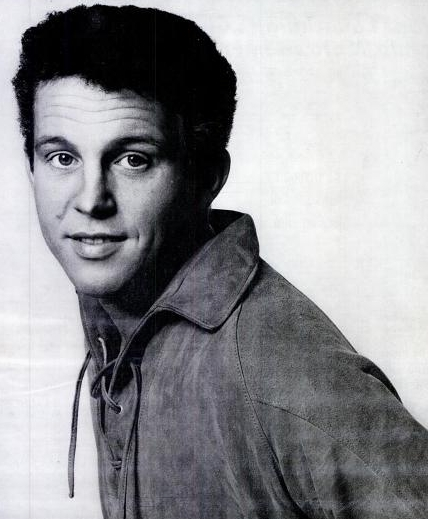
Ao atingir a liderança da Billboard Hot 100, "Locked Out of Heaven" tornou Mars o artista masculino com o maior número de singles número um no menor período de tempo na parada desde 1964, quando Bobby Vinton (foto) registrou o mesmo recorde.

Nos Estados Unidos, "Locked Out of Heaven" estreou na 34ª posição da edição da Billboard Hot 100 divulgada no dia 11 de outubro de 2012, com um total de 92 mil unidades digitais vendidas no país - que colocaram a faixa na 11ª posição da Hot Digital Songs - e cerca de 23 milhões de pedidos de execução nas rádios. Na semana seguinte, a faixa subiu mais uma posição e acabou ficando com a 33ª coloção do Hot 100, vindo a receber o certificado de "airplay gainer" da semana, que indica um aumento no número de pedidos de execução nas estações de rádio. Na terceira semana, "Locked Out of Heaven" subiu para a 15ª posição da Billboard Hot 100 devido o grande aumento no número de downloads digitais pagos da faixa, que chegaram a  106 mil unidades (um aumento de 99% em relação a segunda semana) e fizeram a faixa subir da 22ª para a 9ª colocação da Hot Digital Songs, além de ter feito ela obter o certificado de "digital gainer" da semana e subir  da 35ª para 19ª posição da Radio Songs, com 47 milhões de pedidos nas rádios e um crescimento de 20% em relação à semana anterior. O grande aumento de vendas foi justificado pela apresentação de Mars no Saturday Night Live, no dia 20 do mesmo mês.
Na semana seguinte, a faixa fez sua primeira entrada no top 10 do Hot 100, subindo da 15ª para a 7ª posição da parada e recebendo pela segunda semana consecutiva o certificado de "digital gainer", graças às vendas de 161 mil unidades digitais (52% a mais que na semana anterior), que foram suficientes para torná-la a segunda faixa mais vendida da semana nos Estados Unidos, e ajudaram-a a subir para a 15ª posição da Radio Songs (onde obteve 54 milhões de pedidos, um crescimento de 16%). Em sua quinta semana na Billboard Hot 100, "Locked Out of Heaven" se manteve na 7ª posição com um total de 149 mil downloads digitais (apresentando uma queda de 7% nos downloads), e recebendo pela segundo semana não-consecutiva o certificado de "airplay gainer", após 62 milhões de pedidos nas rádios (um crescimento de 18%). Na semana seguinte, a faixa subiu novamente e chegou a 6ª posição do Hot 100, com um total de 155 mil unidades vendidas.
Nas duas semanas seguintes, a canção apareceu na 4ª posição da Billboard Hot 100, registrando 88 milhões de pedidos nas rádios na sétima semana e 114 milhões na oitava, além de ter aparecido na 3ª e 5ª posições da Hot Digital Songs, respectivamente, e ter vendido 151 mil unidades digitais na 8ª semana. Em sua nona semana, a canção atingiu a 2ª posição do Hot 100 e da Radio Songs, após receber 124 milhões de pedidos nas rádios (11% mais que na semana anterior). Já na Hot Digital Songs, a faixa se manteve na 5ª posição após vender adicionais 135 mil cópias digitais.
Em sua décima semana de permanência nas paradas, cuja lista foi liberada oficialmente pela Billboard no dia 13 de dezembro de 2012, "Locked Out of Heaven" assumiu a 1ª posição da Billboard Hot 100 e da Hot Digital Songs, graças a seu crescimento nas vendas digitais de 46% em relação a semana anterior. Nessa semana, a faixa vendeu 197 mil downloads digitais pagos e recebeu 129 milhões de pedidos nas rádios, registrando um crescimento 14% maior em relação a segunda colocada da lista, a canção "Diamonds", da barbadense Rihanna, que deixou a liderança após três semanas consecutivas no topo. "Locked Out of Heaven" tornou-se o 4º single número um de Mars nos Estados Unidos, e o fez quebrar o recorde de mais rápida acumulação de números um no Hot 100, uma vez que seus quatro hits que chegaram ao topo da parada fizeram isso em um período de apenas dois anos - o mais rápido período para um artista masculino registrado nos últimos 48 anos. Enquanto o cantor Bobby Vinton levou 2 anos e meio para atingir o recorde, Mars levou 2 anos e 10 meses para atingir o feito. Até o momento, as vendas da faixas estão estimadas em um valor superior a 1 milhão de unidades no país, sendo esta a nona canção do cantor a superar a marca de 1 milhão de cópias vendidas nos Estados Unidos.

#### Canadá
No Canadá, "Locked Out of Heaven" chegou a liderança da Canadian Hot 100 em sua décima semana na parada, divulgada pela Billboard no dia 13 de dezembro de 2012. Nessa mesma semana, a faixa recebeu o certificado de "digital gainer" por ter apresentado um grande aumento nas vendas. Ela apareceu no top 10 da parada pela primeira vez em sua quarta semana, quando subiu da 14ª para a 5ª colocação do Hot 100 Canadense, recebendo um certificado de "digital gainer". Na semana seguinte, "Locked Out of Heaven" recebeu o certificado de "airplay gainer" após receber um maior pedido de execução nas rádios, e chegou a 4ª posição do ranking. O certificado foi entregue a canção novamente na semana seguinte, quando subiu mais uma posição no Hot 100. Na sétima, oitava e nona semanas, a faixa ocupou a 2ª posição do ranking, vindo a ocupar o topo da parada na semana seguinte.

## Promoção
Locked Out of Heaven será apresentada pela primeira vez na televisão americana no dia 20 de outubro de 2012, no programa humorístico "Saturday Night Live". No episódio do programa que será exibido nesse dia, Mars será o apresentador e a atração musical do show.

## Lista de faixas
| Download digital |                        |         |  |
| N.º              | Título                 | Duração |  |
| 1.               | "Locked Out of Heaven" | 3:53    |  |

| Faixas Bônus da Target |                                                        |         |  |
| N.º                    | Título                                                 | Duração |  |
| 1.                     | "Locked Out of Heaven" (Versão remix com Major Lazer)" | 4:48    |  |

## Desempenho nas tabelas musicais

### Posições
| Parada musical (2012)              | Melhor posição |
| ---------------------------------- | -------------- |
| Alemanha – Media Control           | 7              |
| Austrália – ARIA                   | 4              |
| Áustria – Ö3 Austria Top 75        | 5              |
| Bélgica – Ultratop 50 (Flandres)   | 6              |
| Bélgica – Ultratop 40 (Valônia)    | 3              |
| Brasil (Brasil Hot 100 Airplay)    | 25             |
| Brasil (Billboard Brasil Hot Pop)  | 4              |
| Canadá – Canadian Hot 100          | 1              |
| Coreia do Sul – Gaon Hot 200       | 3              |
| Dinamarca – Hitlisten              | 3              |
| Escócia – Scottish Singles Chart   | 2              |
| Espanha – Promusicae               | 6              |
| Eslováquia – IFPI                  | 12             |
| Estados Unidos – Billboard Hot 100 | 1(x6)          |
| Estados Unidos – Pop Songs         | 1              |
| Estados Unidos – Adult Pop Songs   | 4              |
| Estados Unidos – Latin Pop Songs   | 29             |
| Finlândia – IFPI Finland           | 11             |
| França – SNEP                      | 2              |
| Hungria – Rádiós Top 40            | 7              |

| Parada musical (2012)             | Melhor posição |
| --------------------------------- | -------------- |
| Hungria – Single Top 10           | 8              |
| Irlanda – IRMA                    | 4              |
| Israel – Media Forest             | 2              |
| Itália – FIMI                     | 3              |
| Japão – Japan Hot 100             | 10             |
| Noruega – VG-lista                | 7              |
| Nova Zelândia – RIANZ             | 4              |
| Países Baixos – MegaCharts        | 13             |
| Polônia – ZPAV                    | 5              |
| Portugal – AFP                    | 5              |
| Reino Unido – UK Singles Chart    | 2              |
| Chéquia – IFPI                    | 13             |
| Roménia – Romanian Top 100        | 66             |
| Suécia – Sverigetopplistan        | 12             |
| Suíça – Hitparade                 | 8              |
| Venezuela – Record Report Top 100 | 73             |
| Venezuela – Pop Rock General      | 1              |

### Certificações
| País                  | Certificação |
| --------------------- | ------------ |
| Canadá - CRIA         | Ouro         |
| Nova Zelândia - RIANZ | Ouro         |

## Histórico de lançamento
| Região      | Data                   | Gravadora(s)           | Formato(s)               |
| ----------- | ---------------------- | ---------------------- | ------------------------ |
| América     | 1º de outubro de 2012  | Atlantic, Warner Music | Download digital, rádios |
| Alemanha    | 3 de outubro de 2012   | Atlantic, Warner Music | Download digital, rádios |
| França      | 3 de outubro de 2012   | Atlantic, Warner Music | Download digital, rádios |
| Alemanha    | 2 de novembro de 2012  | Atlantic, Warner Music | CD Single                |
| Polônia     | 5 de novembro de 2012  | Atlantic, Warner Music | CD Single                |
| Reino Unido | 11 de novembro de 2012 | Atlantic, Warner Music | Download digital, rádios |
| Japão       | 21 de novembro de 2012 | Atlantic, Warner Music | CD Single                |